# Bagnoles-de-l'Orne
Bagnoles-de-l'Orne là một xã của tỉnh Orne, thuộc vùng hành chính Normandie miền tây bắc nước Pháp.